# 1999년 말레이시아 총선거

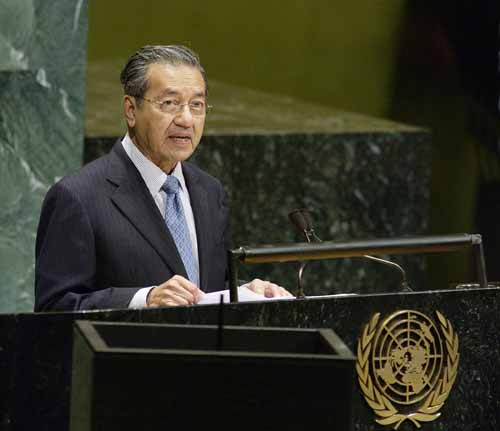
마하티르 빈 모하맛

1999년 말레이시아 총선은 1999년 11월 29일에 열린 말레이시아의 총선거이다. 마하티르 빈 모하맛이 이끄는 통일말레이국민조직(UMNO)가 최다 의석을 확보, 6선에 성공하였다.